# 이나바 아쓰시
이나바 아쓰시(稲葉 敦志, 1971년 8월 28일~)는 일본의 게임 프로그래머 및 프로듀서이다. 플래티넘 게임즈의 대표이사를 맡고 있으며, 이시카와현 가나자와시 출신이다.

## 같이 보기
- 클로버 스튜디오
- 플래티넘 게임즈